# 津村和幸
津村 和幸（つむら かずゆき、1960年1月16日 - ）は、栃木県出身の俳優。身長184cm、体重80kg。血液型はO型。ケイエムシネマ企画所属。

## 経歴・人物
1960年1月、栃木県生まれ。1990年、スパイ・ゲームでデビューする。
特技は、乗馬、殺陣。趣味は、英会話、サッカーなど。

## 出演

### 映画
- スパイ・ゲーム（1990年）※デビュー作
- タオの月（1997年） - ツムラ 役
- BREAK HEAT バクの胃袋を開け!（1998年） - 盛田 役
- 東京攻略（2000年） - CIA 役
- MONDAY（2000年） - 警官 役
- ボクの、おじさん THE CROSSING（2000年） - 検察事務官 役
- ホーク/B計画（2000年）
- スリ（2000年） - 私服警官 役
- THE JUON/呪怨（2005年） - ピーターの同僚 役
- 頭文字D THE MOVIE（2005年） - 白石パパ 役
- 容疑者 室井慎次（2005年） - SP 役
- ハヴァ、ナイスデー（2006年）
- 東京残酷警察（2008年）
- L change the WorLd（2008年） - 出迎えの男 役
- GOEMON（2009年） - 大阪城の使い 役
- BALLAD 名もなき恋のうた（2009年）
- THE LAST MESSAGE 海猿（2010年）
- パラノーマル・アクティビティ 第2章 TOKYO NIGHT（2010年） - 山野繁幸 役
- タクミくんシリーズ4「Pure 〜ピュア〜」（2010年） - 中山先生 役
- 婚前特急（2011年） - 中年の男 役
- ワイルド7 WILD SEVEN（2011年） - 東都新聞社編集長 役
- 映画 妖怪人間ベム（2012年） - 役人 役
- バレー・オブ・フラワーズ
- サバイバルファミリー（2017年2月11日）- 篠村章博（TVでコメントする宇宙物理学社）役
- 愛国女子—紅武士道（2022年、日活） - 金井達一 ジャーナリスト役[3]

### テレビドラマ
- 相棒シリーズ
  - 相棒 season 2 - 刑事
  - 相棒 season 3 - ボディーガード
  - 相棒 season 6 - マスター・谷沢
  - 相棒 season 9 - 樋村学
  - 相棒 season 17- 秋川直秀
- 明智小五郎VS金田一耕助
- 朝ドラ殺人事件 - 鎌田治樹 役
- 明日の光をつかめ - 舟木和彦 役
- いい女 - 宮本
- 市川準の東京日常劇場 深夜の恋人
- 遺留捜査 第1シリーズ - 佐川
- 永遠の仔
- 奥様は警視総監4 - 富田真治 役
- お前の諭吉が泣いている
- 温泉若おかみの殺人推理19 - 塚原仁 役
- 風のガーデン（2008年） - 真田信夫 役
- 課長島耕作
- 警視庁女性捜査班
- 慶次郎縁側日記 第3シリーズ
- 結党!老人党 - 秘書官
- 59番目のプロポーズ
- 孤独の賭け〜愛しき人よ〜 - 乾潤一郎 役
- SAMURAI CODE
- 死化粧師 エンバーマー 間宮心十郎
- 自治会長・糸井緋芽子社宅の事件簿7
- 七人の女弁護士 第1シリーズ
- ショムニ 第2シリーズ
- 西遊記
- 新・亮剣 - 篠塚義男 役
- 砂の器 - 刑事
- すべてがFになる - 西之園恭輔 役
- セミダブル
- 太平記
- 沈黙のアリバイ
- つばさ - 編集長
- 翼の折れた天使たち
- D坂殺人事件 名探偵明智小五郎誕生 名探偵明智が挑む猟奇殺人の謎!!闇に浮かぶ白い肌…
- Dinner 第2話 （2013年1月20日、フジテレビ）- 予約を入れるロッカビアンカの客 役
- 逃亡弁護士 成田誠 - 刑事
- 特捜最前線×プレイガール2012 - 杉尾貴明 役
- Doctor-X 外科医・大門未知子1 - 脳外科教授
- ドン★キホーテ - スナックのマスター
- 七曲署捜査一係
- 虹色定期便（2002 - 2005年） - 百合の父 役
- ネタ元 - 中村刑事 役
- はぐれ刑事純情派 第12シリーズ（1999年）第3話「犬と暮らす鎌倉夫人の嫉妬!? 嫌われた女」 - 川上医師 役
- はみだし刑事情熱系
  - Season3
  - Season4
  - Season5 - 熊谷秘書 役
- はるちゃん6 - 伊東
- POWER GAME〜パワーゲーム〜 - 城崎の父
- ハンドク!!!
- 美女か野獣
- ビブリア古書堂の事件手帖 - 田中嘉雄　役
- 秘密諜報員 エリカ - 東野ビューティークリニック経理部長
- FIRE BOYS 〜め組の大吾〜 - 教官
- プロムクイーン - 校長
- 北海道警察 人質 - 神崎信雄 役
- ミス・パイロット
- 昔みたい
- 向田邦子ドラマ・胡桃の部屋 - 上司
- 遺留捜査（2011年） - 佐川博信 役
- もう一度君に、プロポーズ
- もう誰も愛さない
- 八重の桜 - 久世大和守 役
- 世にも奇妙な物語
- 龍馬伝 - 伏見奉行所役人
- ロト6で3億2千万円当てた男の悲劇
- 刑事長1（2013年） - 富岡正和 役
- 死の臓器（2015年） - 陳安博 役
- 図書館戦争 ブック・オブ・メモリーズ
- コウノドリ（2015年） - 田中陽子の父 役
- メディカルチーム レディ・ダ・ヴィンチの診断（2016年） - 紀藤恭一 役
- 「Love　or Not」VOL.1（2017年） - 専務
- 突然ですが、明日結婚します（2017年） - 坂上
- 人は見た目が100%（2017年） - 寺西
- 世にも奇妙な物語 2017年 深夜の特別編（2017年） - 丸腰剣三 役
- デイジー・ラック（2018年） - 小野和也 役
- 特捜9（2018年） - 三沢義孝 役
- 遺留捜査（2018年） - 徳山博 役
- 刑事7人（2019年） - 水沢徹 役
- ハル〜総合商社の女〜（2019年） - 佐竹潔 役
- 孤独のグルメ Season8 第12話 （2019年12月21日、テレビ東京） - 店主・大西功一郎 役
- テセウスの船 (漫画)（2020年） - 岸田聡 役
- おしい刑事 第2シリーズ（2021年） - 重田謙三 役
- 春の呪い（2021年） - 柊俊策 役
- 推しの王子様（2021年） - 白石社長 役
- ゴシップ#彼女が知りたい本当の○○ 第10話（2022年3月10日、フジテレビ） - 阿万野久二夫 役
- インビジブル 第4話（2022年5月6日、TBS） - コンシェルジュ 役
- 親愛なる僕へ殺意をこめて 第1話（2022年10月5日、フジテレビ）
- ONE DAY〜聖夜のから騒ぎ〜 第3話（2023年10月23日、フジテレビ） - 藤井凌一郎 役
- アンチヒーロー 第6話・第7話（2024年5月19日・26日、TBS） - バーのマスター 役[4]
- トーキョーカモフラージュアワー 第2話（2025年1月27日、朝日放送テレビ） - 曽根の麻雀仲間 役[5]
- 問題物件 第9話・第10話（2025年3月12日・19日、フジテレビ） - 襟岡隆一 役[6]

### 特撮
- スーパー戦隊シリーズ
  - 未来戦隊タイムレンジャー 第28話（2000年）
  - 爆竜戦隊アバレンジャー 第34話（2003年） - 中央宇宙局管制センター主任 役
- 仮面ライダーシリーズ
  - 仮面ライダーキバ 第9話（2008年） - オークショナー 役
  - 仮面ライダードライブ 第43話（2014年） - 戸賀間明夫 役
  - 仮面ライダーアマゾンズ（2016年4月 - 、Amazonプライム・ビデオ） - 野座間製薬役員 役
  - 仮面ライダーゼロワン 第36話（2020年） - 諫の父 役[7]

### Vシネマ
- 獣の領分（1997年）
- OLの性9 オフィスは秘密の花園（1998年）
- 新・静かなるドン5（1998年）
- OL仕置人外伝・ショムサン 課長 星耕作の陰謀（2000年）
- 続・広島やくざ戦争（2004年）
- 美悪の華

### バラエティ
- 西村京太郎の鉄道ミステリー - 十津川省三

### 舞台
- 不知火検校
- タイタス・アンドロニカス
- 陽だまりの樹

### CM
- エスビー食品
- 小林製薬
- JR東海
- JRフルムーンweb
- JT・ルーツ
- 積水ハウス
- ソニー・VAIO
- 興和・キューピーコーワ コンドロイザー

### ゲーム
- 街 〜運命の交差点〜 - 尾形敬治